# Soupe à la graisse
 (novembre 2019).
La soupe à la graisse est une spécialité culinaire normande.
Cette soupe où la graisse normande remplace la viande aurait été imaginée à la fin du XVIIIe siècle (en 1789), par un curé de Caen, lors d’un hiver particulièrement rigoureux.
Il s’agit, actuellement, d’une soupe composée de pommes de terre, oignons et d’autres légumes tels que carottes, poireaux, navets ou haricots à laquelle on ajoute de la graisse normande dans une proportion de 30 grammes ou le volume de deux cuillerées par litre d’eau. La soupe à la graisse faite avec des légumes frais tels que choux, pois, haricots verts, pommes de terre, carottes, navets, oseille, employés seuls ou mélangés, est la meilleure. À défaut de légumes frais, comme à bord des bateaux ou encore pendant l’hiver, il est possible d’employer des légumes secs comme le riz, des pois, du maïs, de préférence les juliennes[Quoi ?]. La soupe aux haricots secs est moins appréciée. Au moment de servir le matin, au lever, cette soupe dans les « guichons », on y ajoutait des « tâlles ».
Très appréciée de chacun dans le Cotentin, aussi bien de la classe aisée que de la population ouvrière, la soupe à la graisse de Normandie offrait l’avantage d’alterner avec le potage à la viande de bœuf et de créer un excellent et copieux potage gras rappelant, à tous les points de vue, le meilleur potage à la viande de bœuf tout en évitant l’inconvénient d’avoir avoir recours à la viande de bœuf ou de mouton qui perd beaucoup de sa saveur en servant à préparer le bouillon.

Cette soupe est si appréciée que le chansonnier normand Alfred Rossel y a consacré une de ses chansons :

« J’faôt qu’on lé r’connaisse
J’n'y a ryin d’pus esquis
Qué la soupe à la graisse
Qu’jaimons tant dans l’pays. »